# 前田事件
前田事件（まえだじけん）は、1905年（明治38年）11月発行の『通俗宗教談』第38号に掲載された論説を発端に、当時のカトリック東京大司教区で起こった騒動である。

## 概要

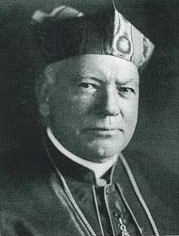
ウィリアム・ヘンリー・オコンネル

東京大司教区で、最初に司祭職についた日本人の一人であった前田長太は、1903年（明治36年）6月より『通俗宗教談』という雑誌の発行を開始した。この雑誌を前田本人は「個人誌であり教会とはなんら関係が無い」と述べているが、当時のカトリック教会では広く認知されていた。
1905年（明治38年）10月29日、司教のウィリアム・ヘンリー・オコンネルは、ローマ教皇ピウス10世より明治天皇宛ての親書を託され、親善使節として横浜へ到着した。この教皇使節の日本訪問後、前田は、1905年（明治38年）11月発行の『通俗宗教談』第38号に『日本社会と教皇使節』という論説を掲載した。この論説の中で前田は「下層階級を対象にした慈善事業を中心とする宣教事業のみでは不十分であり、知識人や上流階級を主要対象とする宣教を行うことも望ましい」という考えを公然と主張した。さらに、教皇使節の来日が日本社会の注目を集め、カトリック教会の社会的認知の向上に貢献した事実を評価するに当たって、「今日まで同教宣教師達が刻苦精励二三十年に及びても獲得すること出来なかった所、使節閣下は来朝早々一挙にして之を獲得したと断ずるに憚らぬものである」と表現し、当時の日本における宣教活動を委託されていたパリ外国宣教会の年来の活動に否定的な考えも主張した。
当時のカトリック教会では、神の前において貴賎貧富の差は無く、人の平等を説いていた以上、教会関係者の間では下層階級に対する宣教事業から、上流階級を対象にした宣教事業に力を入れることに関して、これを公言することに遠慮する空気があった。そのため、前田の論説は教会内で非難の対象となり、前田を「離教者」と罵る者も現れたり、この論説を前田に無断のまま仏訳し、差出人不明のまま各地の宣教師の元に送付されたりした。この件に関して前田は、何者かが画策して前田本人が翻訳文書を送付したかのように装った卑劣な行為として非難している。もっとも、この翻訳文書は、彼の論説を正確に仏訳したものであり、前田の主張が枉げられている訳ではなかった。ただ、各地の宣教師が前田の議論に対して反感を持つことを想定して行ったことには疑いがなく、彼の信用失墜を狙った何者かによる意図的行為であったと思われる。

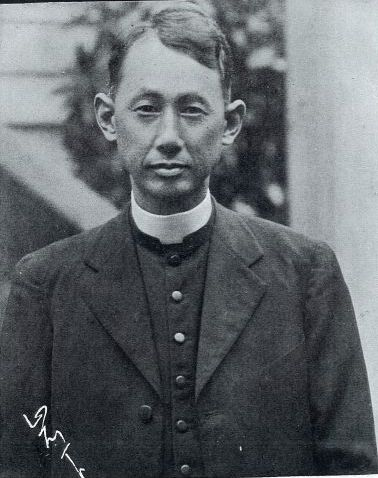
岩下壮一

騒動になった後、前田は1906年（明治39年）1月発行の『通俗宗教談』第39号にて、主張を撤回する事は無かったが、自身の不徳を詫びている。また、誌面の刷新を宣言して、事態の収拾を図ろうと試みたが、時すでに遅く、次号が終刊号となり廃刊に追い込まれた。前田自身も1907年（明治40年）に還俗した。
この事件が、当時、関東地方及び中部地方の広域を管轄していた東京大司教区の教会関係者たちに与えた衝撃は大きく、前田の論説に教会の現状に対する正しい把握が含まれていることを認めていた宣教師や教会関係者も少なからず居たが、これ以降、カトリック教会では、教会出版物の検閲委員会の設置や青年運動の低調化等、「前田事件」の余波らしきものが様々な面で表れており、後々まで東京大司教区の教会活動に禍根を残した。その後、1916年（大正5年）に岩下壮一を中心として結成された第2次公教青年会の会長に山本信次郎が就任し、再び知識人活動や青年運動が盛り上がった。